# Мой старший брат Иешуа
«Мой ста́рший брат Ие́шуа» — роман-апокриф Андрея Лазарчука, опубликованный в 2009 году. Журнальное издание последовало в 2011 году.
Согласно авторскому предисловию, текст представляет собой перевод так называемого «Китирского кодекса», выполненный профессором Анатолием Павловичем Серебровым. По сюжету, Иешуа являлся внуком Ирода, имеющим все права на иудейский трон, возвращение которого стало целью его жизни. Изложение ведётся от лица Деборы — приёмной сестры Иешуа и жены Иоханаана. Иешуа не сумел создать учения, мирный захват власти не удался, при каких обстоятельствах он принял смерть и где был погребён, осталось неизвестным.
Ирина Андронати характеризовала роман как «сугубо исторический», первый из предполагаемой трилогии о дохристианских временах и раннем христианстве. Автор стремился представить не собственный пересказ евангельских сообщений, а «реконструкцию того, как это было на самом деле». Роман оказался сложен для неподготовленного читателя, рецензии были «растерянными» или провозглашали роман катастрофической художественной неудачей.

## Сюжет
По сюжету, Иешуа был сыном Антипатра и внуком Ирода, которому была уготована смерть. Стратегически мыслящий парфянский шпион Оронт отдал младенца в семью торговца лесом Иосифа и Марьям, которые не отделяли его от собственных детей. Изложение ведётся от лица Деборы — приёмной сестры Иешуа и жены Иоханаана. Иешуа знал о своём рождении и царском предназначении, и главной целью его жизни стало возвращение на престол. Оронт призвал троих: Иешуа, Иоханаана и Дебору и предложил обращаться к народу. Их деятельность можно назвать гуманистической, и они проповедовали антифарисейство. Однако Иешуа не сумел создать целостного учения, вокруг него собрались воины (именуемые «апостолами») и просто добрые люди, желавшие видеть его на престоле Иудеи. Римляне отнеслись к этому движению равнодушно-сочувственно, однако мирный захват власти не удался, Иешуа, по-видимому, был убит, но когда и как это произошло, осталось неизвестным.

## Роман-апокриф и евангельский прототип

### Евангельская реальность с женской точки зрения

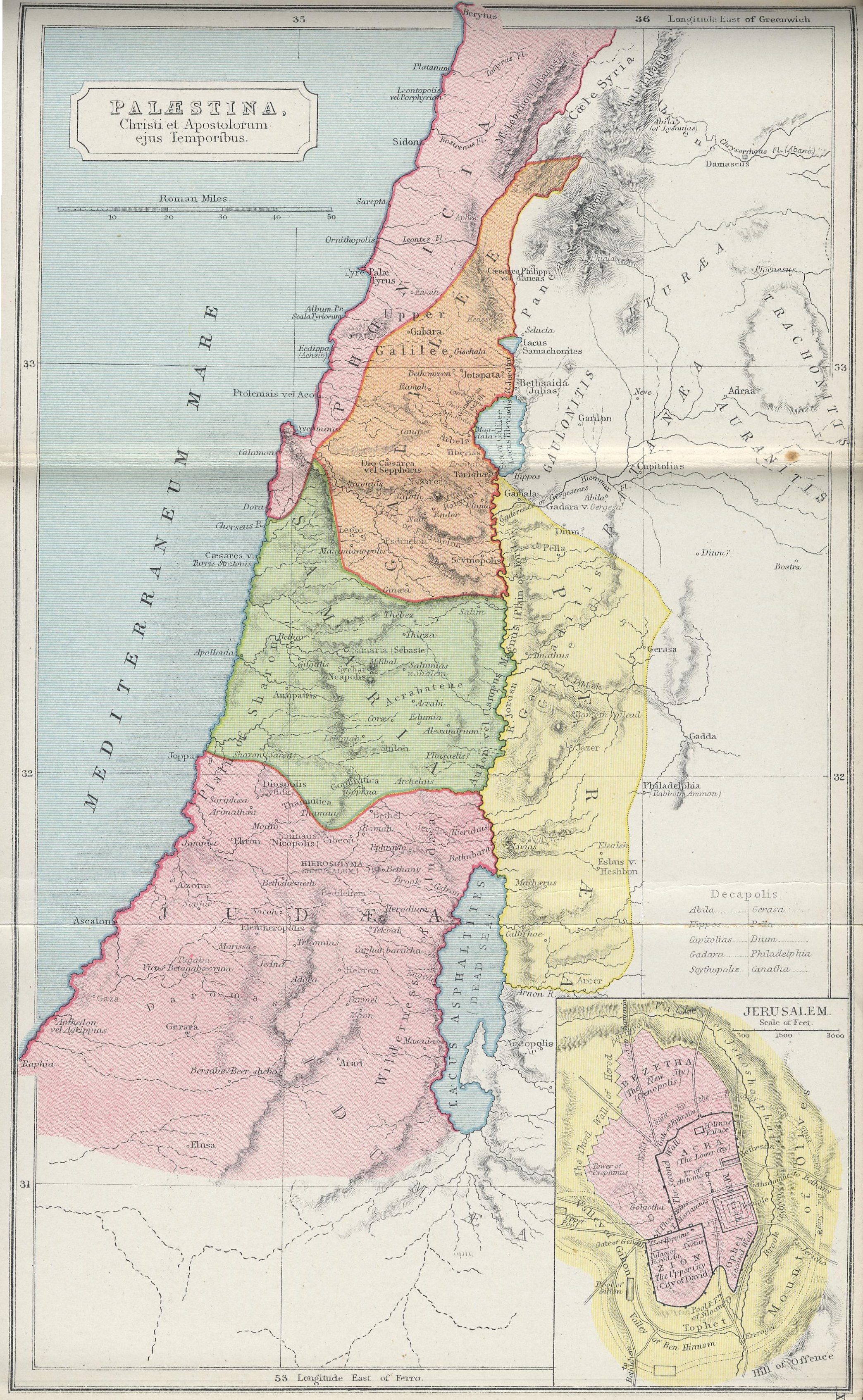
Карта Палестины апостольских времён из «The Atlas of Ancient and Classical Geography by Батлер, Сэмюэл (епископ Личфилда)» издания 1907 года. Во врезке внизу справа — карта Иерусалима

По утверждению Сергея Ротая, основным действующим лицом и важнейшей повествовательной инстанцией в романе является Дебора, через восприятие которой происходит всё, что узнаёт читатель. Дебора активно вовлечена во все события, сама расставляет акценты и заинтересованно оценивает происходящее. Она очень широко мыслящая и образованная женщина, которой интересны политика, дворцовые интриги и богословие. При этом по мировоззрению она склоняется к просвещённому атеизму: проявляя глубокий интерес к религиозности, сама героиня не способна воспринять никакую целостную религиозную систему. Таким образом, Иешуа — «герой сознания» Деборы, сестры не по крови, но по детству, взрослению и единому стратегическому замыслу. В защищённой в 2010 году диссертации, С. Ротай анализировал литературные аспекты принципиальных задач текста, задаваемых повествованием от лица Деборы. С его точки зрения, это авторская ошибка: роман-апокриф, претендующий на историзм, стилистически не соответствует подаче событий от первого лица. Субъект повествования является автономным и читателя «ожидает концентрация внимания на художественность, на психологизме, на субъективизме ощущений рассказчика, корректирующих ход исторического повествования». Старость (Дебора ведёт рассказ на склоне своих дней) мифологизируется, сопрягается с детством, косвенно даже отсылает к мифу об Агасфере. Настроение рассказчицы принципиально минорное. Выбор повествовательницы-женщины не случаен: в контексте описываемой эпохи именно женский взгляд обосновывает выраженное внимание к подробностям, к разнообразным портретным, бытовым, историческим деталям, к многочисленным контекстам.
Все основные сюжетные линии, конфликты и события, имена героев, время и пространство связаны с каноническими Евангелиями, но полемически противопоставлены им. Иешуа никак не связан с божественной природой и метафизикой и крайне мало говорит об этом, главный драматизм его жизни — политического характера. Не обладает он и даром чудотворца, хотя в народе ходят самые разнообразные слухи, остающиеся слухами. Одновременно он является скрытым наследником престола, вокруг которого ведётся грандиозная игра; с ним связаны чаяния народа на справедливое правление. Иешуа лишён проповеднических талантов евангельского Иисуса, не стремится создать новую систему этики и быть ответственными «за малых сих». Личная этика Иешуа сводится к практическому добру и принесению людям пользы, его главная цель — захват власти ради достижения этих целей. По темпераменту Иешуа печален, ему присущи сомнения, а в финале он полностью утрачивает оптимизм и веру в победу. Судя по противоречивым высказываниям героя, не слишком он жаждет и царской власти как таковой.

Иешуа сразу сказал, что намерен не воевать, не заливать страну кровью, а покорить её нежно и бережно — может быть, так, чтобы римляне и не заметили этого.
Смерть героя не является отдельным событием или фокусом в повествовании, даже неизвестны час его гибели и место захоронения. Все стремления перевести житие Иешуа в религиозно-мифологический контекст оцениваются Деборой как усилия, не имеющие отношения к планам самого Иешуа. В романе нет сцен, персонально посвящённых конфликту Иешуа с фарисеями, нет предательства Иуды и трусости учеников. Прокуратор Понтий Пилат был заинтересован в Иешуа как претенденте на иерусалимский престол и даже был гостем на его свадьбе.
Андрей Лазарчук стремился максимально разорвать связь своего сюжета с библейским повествованием, в том числе по жанру и стилистике. Максимально расширяется и национальный контекст: в детстве семья Иосифа и Марьям и их детей жила среди греков и египтян. Наследник умеет плавать, благодаря чему спасся во время бури на Галилейском озере и доплыл до берега быстрее, чем пришла лодка. Иешуа не замкнут в среде иудеев и открыт для общения со всем миром. Текст сосредоточен на описаниях, а не поучениях. Новозаветные чудеса истолковываются с позиций житейского опыта, чтобы максимально освободить Иешуа от сакральности: «Как всем царям, ему приписывалось волшебное умение исцелять наложением рук, поэтому к нему часто несли больных и увечных», «Чудес же он дать не мог…». Ключевым и наиболее детализированным событием романа является женитьба Иешуа на Марии, что вполне соотносится с его романной философией: лёгкости, спокойного отношения к людским слабостям, преодолении страха смерти земными радостями. Любовные истории Деборы и Иоханаана, а также Иешуа и Марии (вызывающих у читателя обязательные ассоциации с «Иисусом» и «Крестителем») выступают как формы идеологической инверсии, предлагающей ввести узнаваемые образы в житейский контекст, отдаляющийся от метафизических проблем. «Женская судьба, женские счастье и несчастье, любовь, рождение и утрата детей, женская оценка истории, мужских конфликтов, борьбы за власть, войны и мира — особая концепция, меняющая акценты в сюжете». В то же время, по мнению исследователя, Лазарчук пошёл на нарушение принципа литературной апокрифизации. Выбор темы автоматически программирует взаимодействие с классическим сюжетом, центром которого является жизнь Иешуа. «Предположение о том, что ключевым событием должна оказаться судьба Деборы, ответственной за повествование, не кажется нам верным».

### Кризис мифологического сознания в романе
С. Ротай утверждает, что важнейшей данностью текста романа «Мой старший брат Иешуа» является кризисный характер мифологического мышления: «В процессе чтения произведения Лазарчука читатель органично приходит к мысли о том, что нет надобности прибегать к помощи религиозных и мифологических систем,
чтобы объяснить события, случившиеся с Иешуа и вокруг него». При этом метафизическое пространство не интересует А. Лазарчука: «сюжет, изначально отличающийся сложнейшим двоемирием, отмеченный развитием речевой (дидактической) сферы, сведён к сюжету историческому, полностью умещающемуся в представления об одном из многочисленных эпизодов борьбы за власть». Из-за этого полностью утрачивается богатейшая внутренняя форма, дидактическая неоднородность канонических Евангелий. При этом роман не может быть назван реалистическим, так как демонстрирует одну из стратегий постмодернистских игр со «священным», которая для романа имеет гораздо большее значение, чем внешняя техника реалистического письма. Роман не может быть признан идеологическим, хотя по определению художественный текст, посвящённый евангельским событиям, не может не решать идеологических задач. А. Лазарчук (в реконструкции С. Ротая) заявил своим романом, что литературное обращение к евангельской тематике не обязано считаться с каноническими источниками, а за каждым событием, обращённым заинтересованными лицами в миф, находится вполне земная история. В романе на первое место выносится факт, что Иешуа не обладал уникальностью, на первое место в мировой истории его вынесли лишь обстоятельства. В становлении данных обстоятельств на первое место выходит не идея судьбы, а мотивы рационального планирования, управления историческими событиями. Иешуа — законный наследник царского престола, стремящийся к гуманизации и гармонизации мира. Стратеги, готовящие операцию по захвату власти, сделали ставку на Иешуа, а после его бесславной гибели трансформировали образ царя-неудачника в Спасителя. К этому образу рассказчица Дебора и, вероятно, сам писатель относятся настороженно. Это указывает, однако, что человек способен менять реальность, достигать нравственных результатов в фантазиях и духовных идеях. «Крест, как
символ осмысленного страдания, и жертвенной жизни, побеждающей смерть, не появляется в романе. Символ креста, по замыслу автора; никак не связан с жизнью и гибелью главного героя». Романный Иешуа даже не является оригинальным мыслителем, он, как и Дебора, учился у мудреца Ахава, и сам заявлял, что «не уверен, до конца
ли сам понял своего учителя». В изложении Деборы, Ахав учил следующему:

Бог сотворил мир несовершенным и незаконченным, из-за этого жизнь постоянно отмечена страданием. Всякое напряжение воли, без которой жизнь невозможна, приводит к страданию. При этом Бога необходимо благодарить, но пресмыкаться перед ним нет никакого смысла. Пусть к истине легким быть не может. Он заставляет человека повстречаться с горем, но, в конце концов, приводит к счастью. Видимо, это счастье — в сознании верности пути, в соответствии правде. Души не существует, но нет и смерти. Есть душа всего живого, отдельной человеческой души не бывает. Нет и времени, оно иллюзорно, пребывает в недолговечном сознании человека. Бог един, но он обладает разными обликами. Любовь выше веры. Со злом нужно бороться, как с грязью. Но большая проблема заключается в том, что добро трудно отличить от зла.
Согласно С. Ротаю, данное учение адогматично, хотя и изложено в традиционной религиозной лексике. Собственно сакральные смыслы редуцируются, вводятся в контекст, который «не несёт печати обязательных религиозных интенций». То есть А. Лазарчук вплотную подводит читателя к идее управляемости духовно-историческими процессами, программируемость которых превосходит всякую индивидуальную гениальность. Оронт реализует стратегический план, предполагающий спасение «Иисуса» и «Иоанна Крестителя», подразумевая их будущее ключевое участие в событиях, призванных изменить облик Иудеи. Однако сама жизнь в лице массы простых людей, желающих видеть в социально-историческом сакральное, метафизическое, реализует собственный план. План Оронта обернулся катастрофой и физической гибелью царя Иудейского, но в духовном смысле катастрофа сделалась грандиозным успехом. Игра вышла из-под контроля её планировщика, уверенного в предсказуемости собственных планов, и разрослась до объёма внеисторических значений. При этом Дебора оценивает возникшее христианство как «новое язычество», призванное укрепить власть империи (первое капище Иешуа было основано Элиазаром, Марфой и Мирьям на горе Геризим). Символ креста у рассказчицы ассоциируется только с захватчиками-римлянами, которые превратили распятие «в заурядную и позорную к тому же казнь, и скоро кресты выстроятся вдоль всех дорог, идущих от Иерушалайма, и на каждом будет висеть человек, но ни один из них не познаёт тайн мира и не сможет мир изменить и сделать лучше, потому что ум его будет занят одним пустым, глупым и бессмысленным вопросом: за что?!».

## Литературно-критическое восприятие

### Рецензии
Роман был почти не замечен критиками, в немногочисленных отзывах преобладали негативные. Дмитрий Володихин утверждал, что «в интеллектуальном смысле конструкция Андрея Лазарчука сложна и небезынтересна, однако в смысле художественном это провал». Главным достоинством романа признаётся детальная эпическая характеристика античного Ближнего Востока. При этом у романа вообще нет героя, поскольку ни Иешуа, ни Дебора не могут претендовать на роль центрального персонажа. «Имеется коллективный центральный персонаж — Иудея от Ирода до Пилата». Поэтому «в колоссальной груде иудейского материала тонет сюжет», «материальная и духовная культура Иудеи на страницах романа полностью подавляет не только Иешуа и его соратника Иоханаана (Иоанн Предтеча), но и всех его друзей, да и врагов вместе с ними». Иными словами, по мнению Д. Володихина, в романе не хватает «живой художественной плоти», у критика создалось впечатления беллетризованного научно-популярного текста, цель создания которого не ясна. По мнению критика, Лазарчук «задался целью написать не столько даже антиевангелие, сколько антибулгакова». Также он утверждал, что Лазарчук «…показал разницу в христианском видении истории человечества как набора притч и гностическом видении истории как смены мифов».
Рецензент журнала «Если» С. Шикарев также утверждал, что эффект «переузнавания» известных событий не смог восполнить недостатков художественной составляющей. Текст романа, согласно мнению критика, «низведён до уровня обстоятельного протокола». В этом С. Шикарев увидел «нелитературные координаты» текста, являющегося личным высказыванием писателя
Писатель Владимир Пузий утверждал, что роман предназначен для подготовленного читателя. Для усиления правдоподобности введена «гарантия подлинности»: автор упоминает о некоем древнем кодексе, перевод которого якобы выполнен реально существующим учёным, и ведёт повествование «из первых рук», используя приём, разработанный Умберто Эко в романе «Имя розы». Точно так же Лазарчук использовал в тексте сюжетные цитаты из Шекспира или «Семи самураев»: «Без детального знания контекста — ну хотя бы Евангелий — он может показаться ещё одной „вариацией на тему“. Читателей „подкованных“, которые отследят все аллюзии, поймут, что, где и как именно автор изложил по-своему, а где прибег к художественному вымыслу, — до обидного мало». Писатель Шамиль Идиатуллин повторил мысль, что «Радзинский пожрал Булгакова», назвав роман «сильным, но разочаровывающим». С точки зрения Ш. Идиатуллина, получившийся у Лазарчука текст может быть обозначен как «десятилистовой качественно беллетризованный синопсис», но «роскошного романа», который мог бы получиться, автор писать не стал. «…В последние две тысячи лет удивить кого-то новой трактовкой …мифов не слишком просто. Вот оттолкнуться от них в литературно-художественных целях — это было бы уместно и актуально».
В других отзывах также подчёркиваются интеллектуальные достижения писателя, например, его описания политических интриг, «достойных отдельного издания в специальном учебнике для нынешних политиков».

…История, рассказанная в романе Андрея Лазарчука «Мой старший брат Иешуа»…, в действительности была намного ужаснее той, которую мы знаем из Библии. …Герои этой истории — настоящие живые люди, и, как это бывает у настоящих живых людей, все их нечеловеческие усилия в итоге оказываются бессмысленными и совершенно напрасными.
В одной из немногих положительных рецензий издатель и критик Сергей Соболев отмечал типичность сюжетных решений для генеральной темы Лазарчука — искажения картины мира в процессе человеческой коммуникации. Особо отмечалась «лёгкость языка повествования», а то, что изложение ведётся от лица женщины на склоне лет, которая вспоминает былое, объясняет «некоторую сентиментальность, до сей поры мало свойственную книгам Лазарчука». Дмитрий Быков обозначил роман как «прорывной» и один из лучших в творчестве Лазарчука вообще. В интервью с ним писатель заявил, что «один хороший роман написал», имея в виду именно «Мой старший брат Иешуа».
Высказывалось также мнение, что издательская аннотация, которая причисляла роман к жанру турбореализма, дезориентировала потенциальных читателей.

### Стратегия писательского нарратива и неуспех у читателя
Сергей Ротай в своей диссертации специально поставил вопрос о причинах, почему роман «Мой старший брат Иешуа» не стал литературным событием. С точки зрения исследователя, А. Г. Лазарчук использовал беспроигрышную стратегию: само имя «Иешуа» на уровне заглавия «обещает встречу с одним из центральных сюжетов всей мировой культуры», а его древнееврейская форма напоминает о романе Булгакова — одном из самых читаемых литературных произведений XX века. Заглавие же сообщает, что функции повествования отдано сестре главного героя, что гарантирует «эффект присутствия», иллюзию сопричастности «истине»; на это же нацелена ориентация читателя на тайну «Китирского кодекса» во введении. Однако, по мысли С. Ротая, «есть у читателя-интеллектуала некоторая усталость от разнообразных „пересказов“ священных событий, имеющих отношение к личности Иисуса»: на рубеже XX—XXI веков на русском языке вышло несколько произведений аналогичной тематики. Это романы Ж. Сарамаго «Евангелие от Иисуса», Н. Мейлера «Евангелие от Сына Божия», Э.-Э. Шмита «Евангелие от Пилата», К. Еськова «Евангелие от Афрания». Из этого С. Ротай выводил, что «желание сказать нечто принципиально новое об Иисусе часто не совпадает с возможностями того, кто повествует», считая литературные достоинства всех перечисленных текстов не слишком высокими. Отчасти, раздражение потенциальных читателей мог вызвать казус с не блещущим художественными достоинствами романом Д. Брауна «Код да Винчи», превращённым в глобальный финансовый и религиозно-философский проект. Также критик считал, что если роман М. Булгакова подчёркнуто литературен (история Иешуа — это роман в романе, написанный Мастером), что делает его самоценным эстетическим фактом, не требующим исторического подтверждения, то претензия Лазарчука на историзм не позволяет образованному читателю верить в «авторскую имитацию или стилизацию реально состоявшегося события». Роману присуща «событийная вялость», не вяжущаяся со сложной фабулой. В памяти Деборы хранятся десятки событий, включая судьбы многочисленных эпизодических героев (роман вообще не делит персонажей на перво- и второстепенных). Однако, «самые разнообразные события романа, художественно воплощающие концепты „любовь“, „деятельность правителя“, „жизнь царя“, „социальное мессианство“ и другие, нельзя назвать ни эстетически яркими, ни идейно значительными, способными стать доминантными для читателя».

## Журнальное и книжное издание
- Андрей Лазарчук. Мой старший брат Иешуа (Главы 1 — 16). День и ночь. №1, 2011. Журнальный зал. Дата обращения: 14 мая 2021.
- Андрей Лазарчук. Мой старший брат Иешуа (Главы 17 — 34). День и ночь. №2, 2011. Журнальный зал. Дата обращения: 14 мая 2021.
- Лазарчук А. Г. Мой старший брат Иешуа: роман. — М. : Эксмо, 2009. — 352 с. — (Проект Fiction). — ISBN 978-5-699-37025-2.